# Nebria mannerheimi
Nebria mannerheimi är en skalbaggsart som beskrevs av Fischer. Nebria mannerheimi ingår i släktet Nebria och familjen jordlöpare. Inga underarter finns listade i Catalogue of Life.